# Cao Ly thành quân quán
Cao Ly thành quân quán (tiếng Hàn Quốc: 고려성균관, tiếng Trung: 高麗成均館) là học viện cao cấp có trụ sở tại Khai Thành.

## Lịch sử
Năm 992, triều Cao Ly lập tại Thành Đô một cơ sở giáo dục chính quy cho con em lưỡng ban với danh xưng Quốc tử giám (국자감). Sau này, khi triều Lý tiếm ngôi và thiên đô về Hán Thành, trường được đổi gọi Thành quân giám (성균감) năm 1308, quy mô giảm thiểu so với Thành quân quán tại tân đô.
Hiệu viên thành quân giám ước chừng 10 km². Cho đến năm 1910, khi nhà Triều Tiên cáo chung, các tòa Minh Luận đường, Tây trai, Đại Thành điện đã cháy mà chưa kịp chữa.
Khi chính phủ Cộng hòa Dân chủ Nhân dân Triều Tiên được thành lập năm 1947, đích thân cố chủ tịch Kim Nhật Thành đã viếng và định danh ngay tại buổi tiếp xúc quan chức thành phố là Khai Thành Khinh công nghiệp Chuyên khoa Học viện (개성경공업단과대학)
.
Đến ngày 1 tháng 9 năm 1992, Ủy hội Trung ương Đảng Lao động Triều Tiên đã cho phép đổi lại danh xưng là Cao Ly thành quân quán (고려성균관) nhằm thực hiện theo các nguyên tắc của tư tưởng chủ thể, kết hợp đạo lý truyền thống Triều Tiên với xu thế công nghiệp hóa.

## Hình ảnh

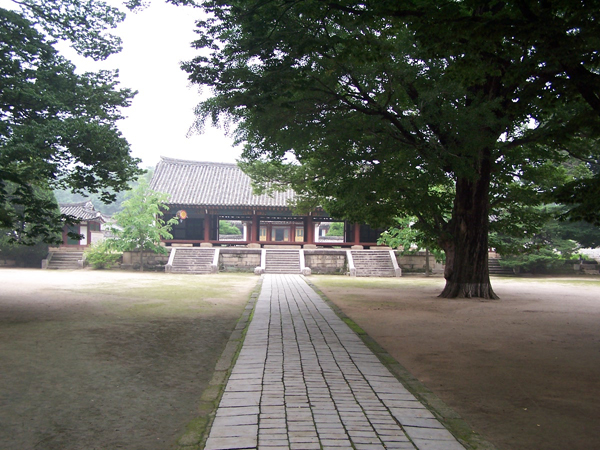
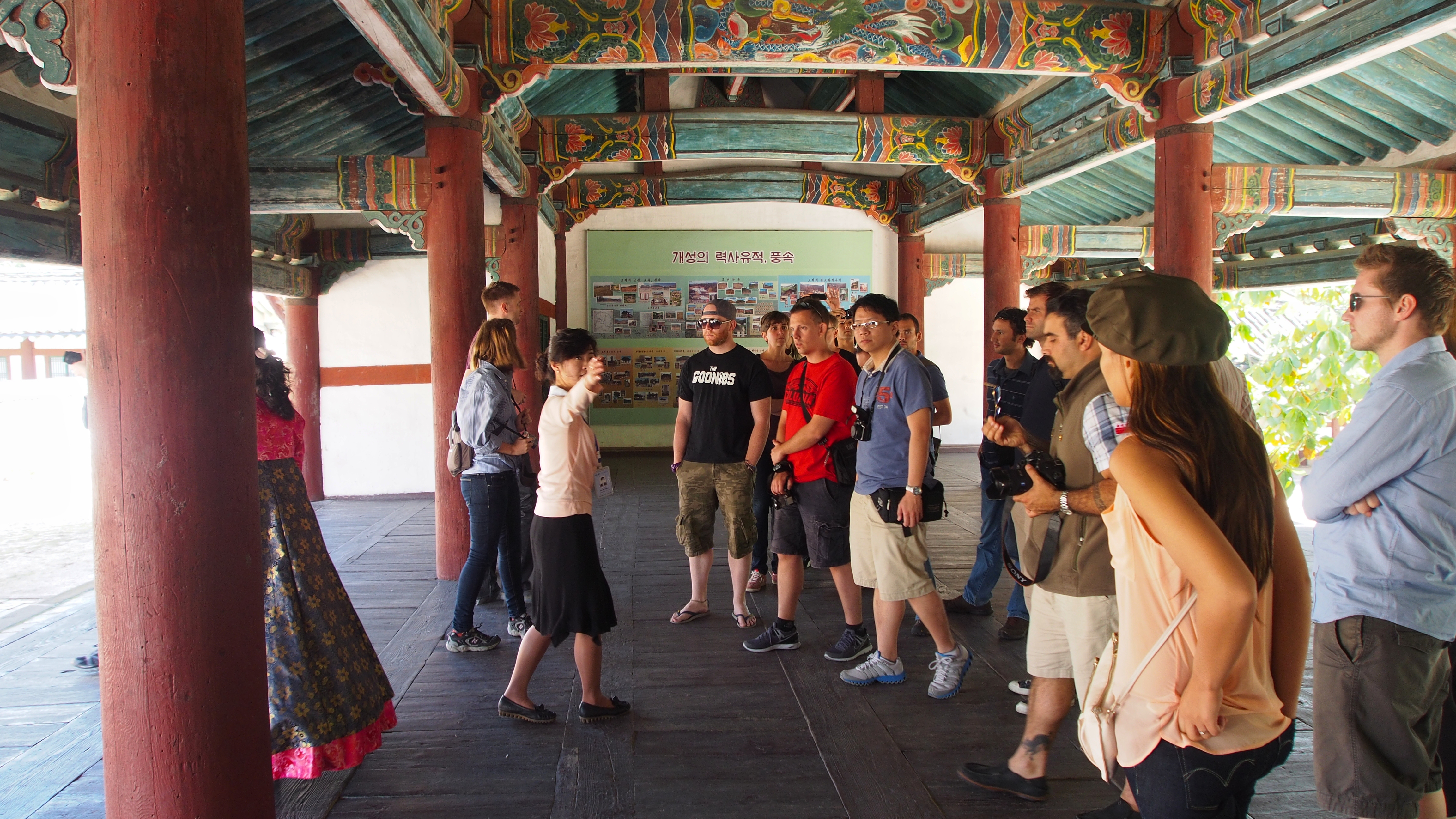
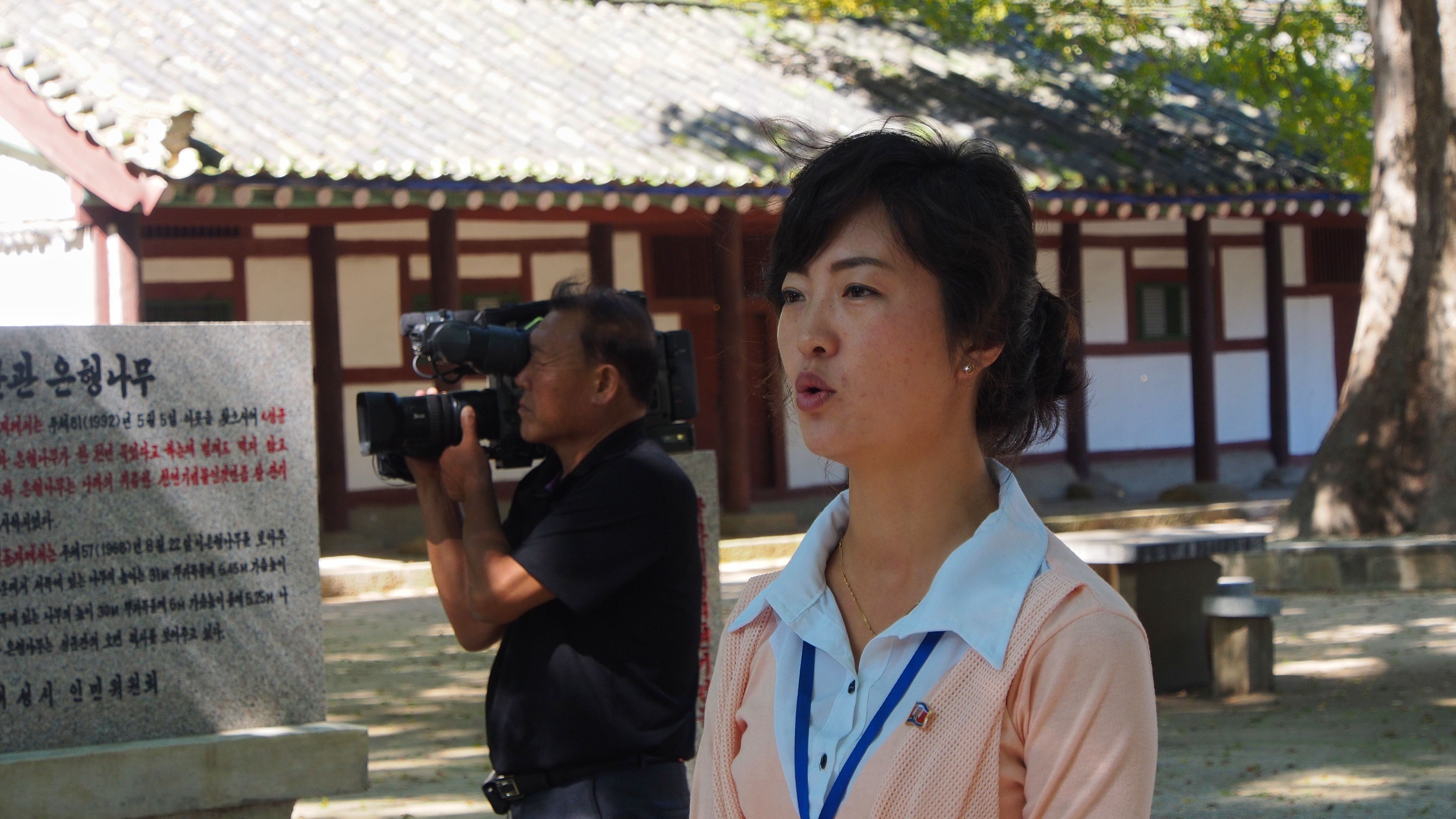
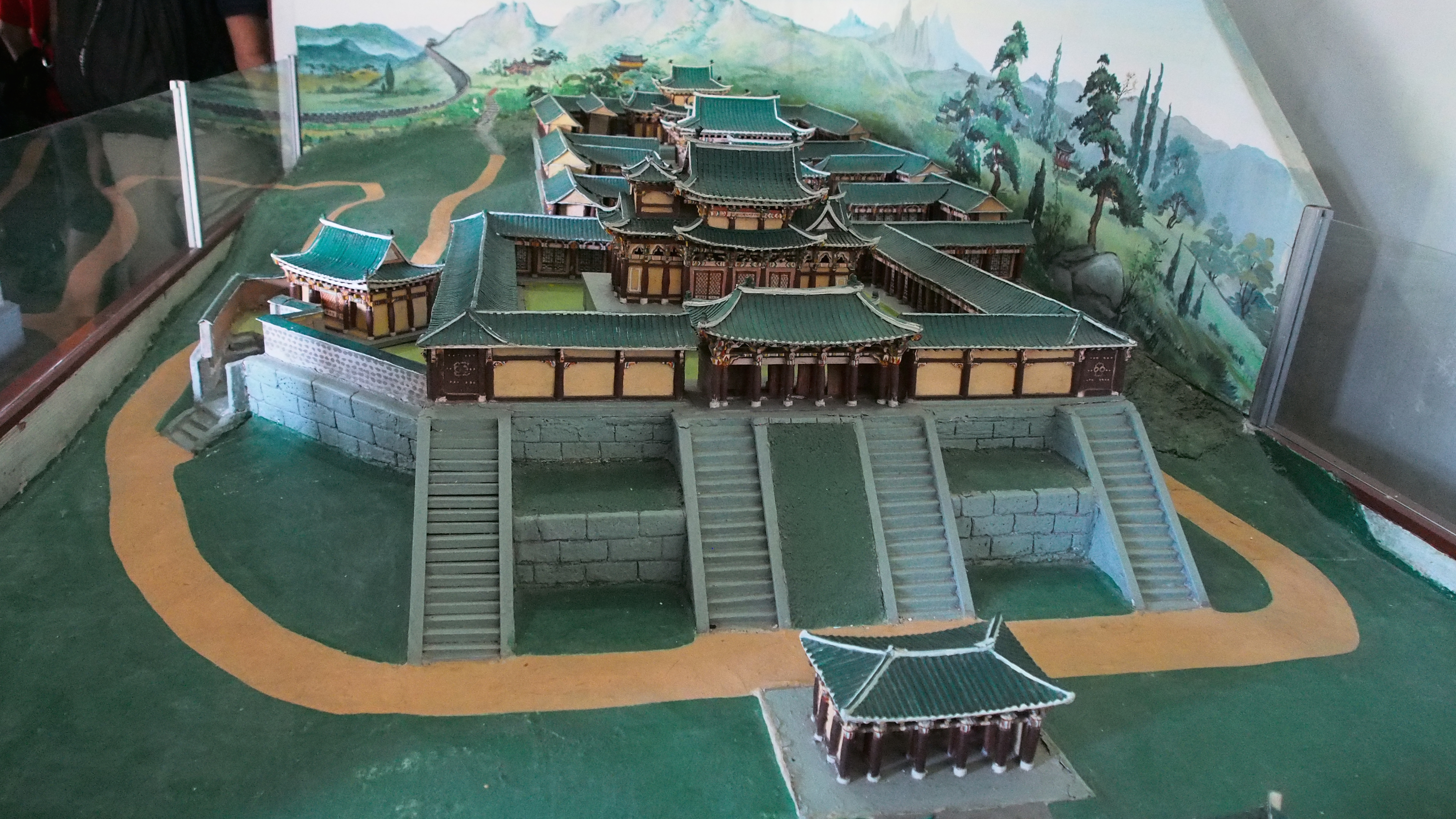
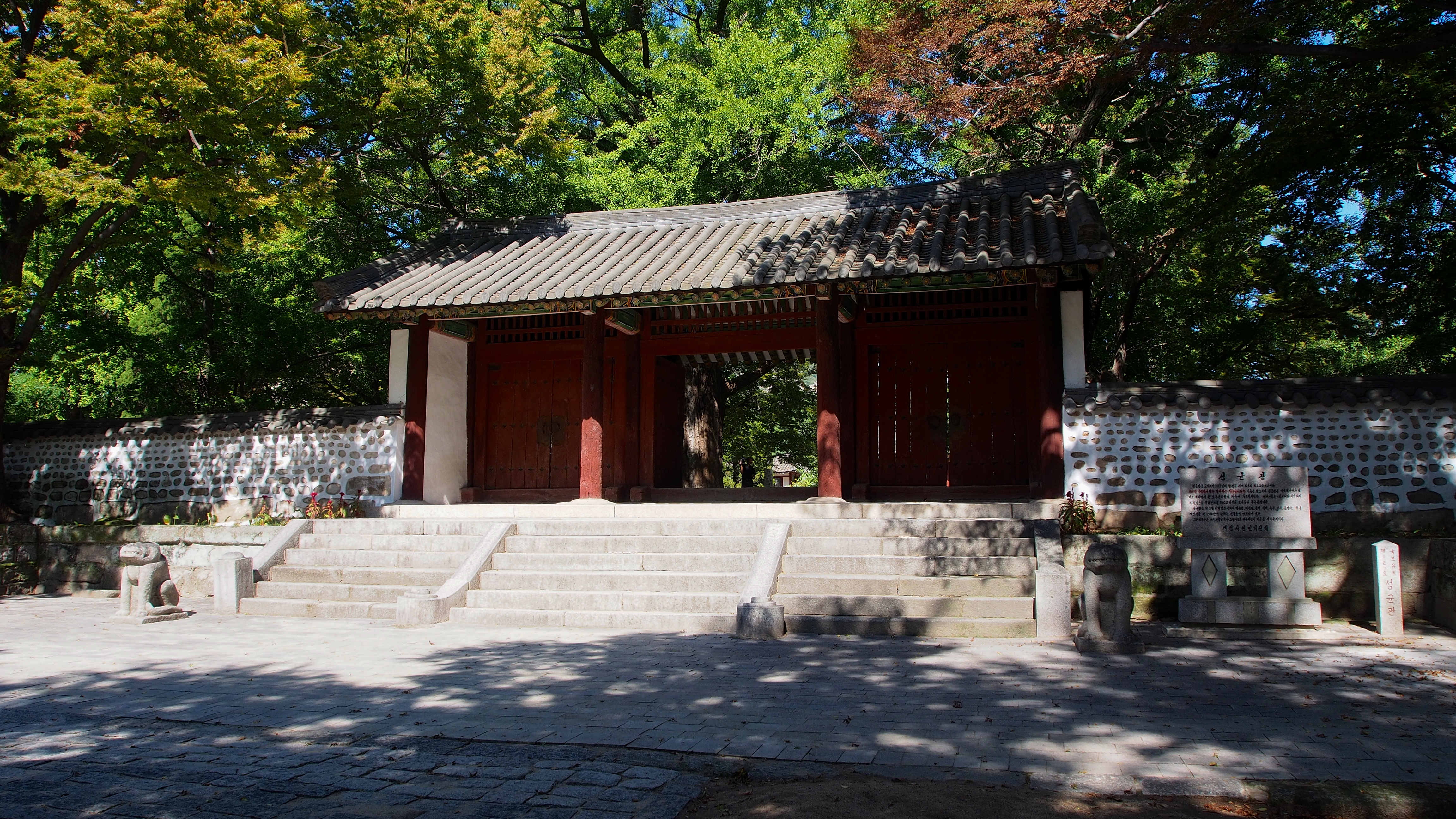
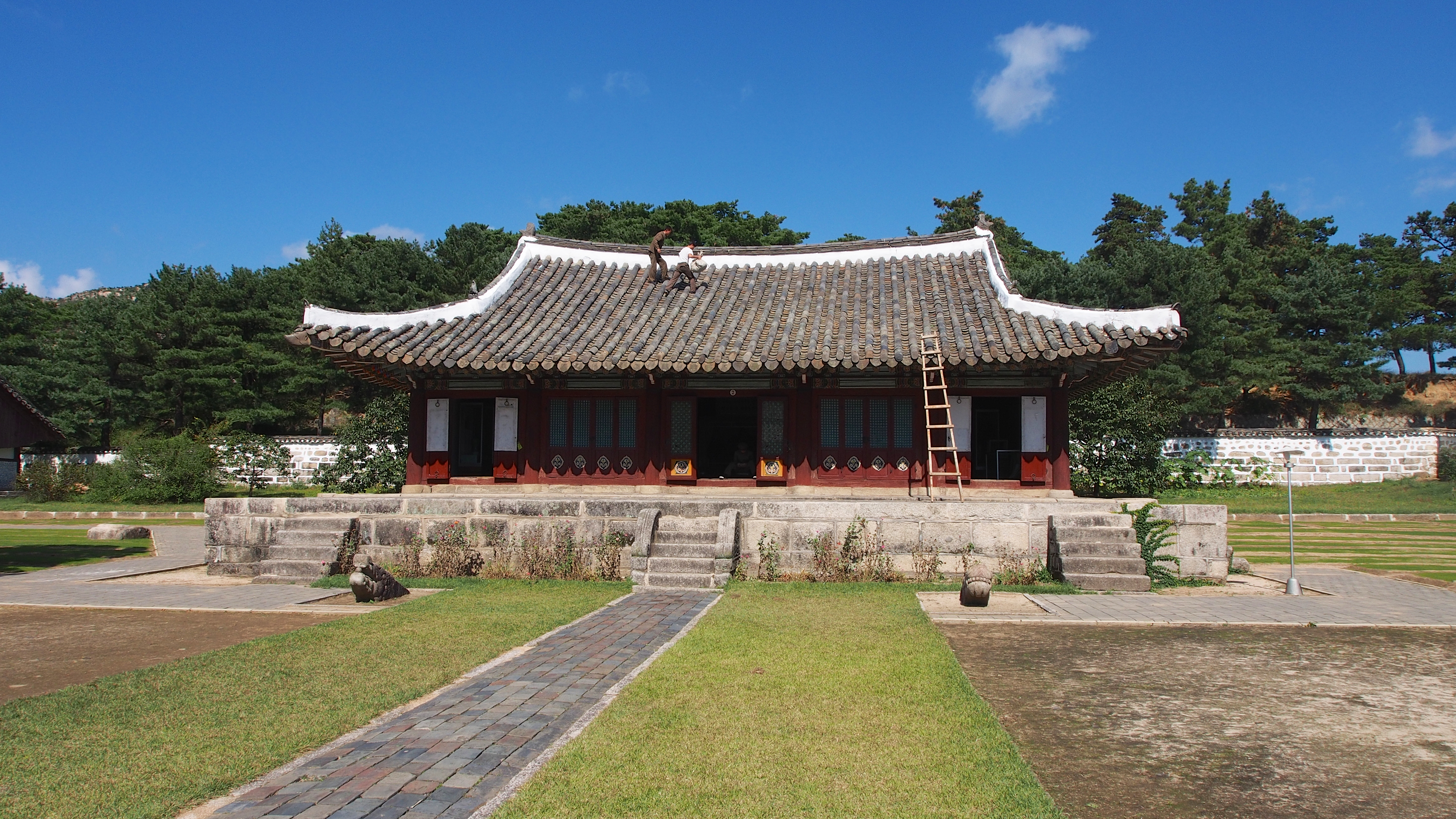
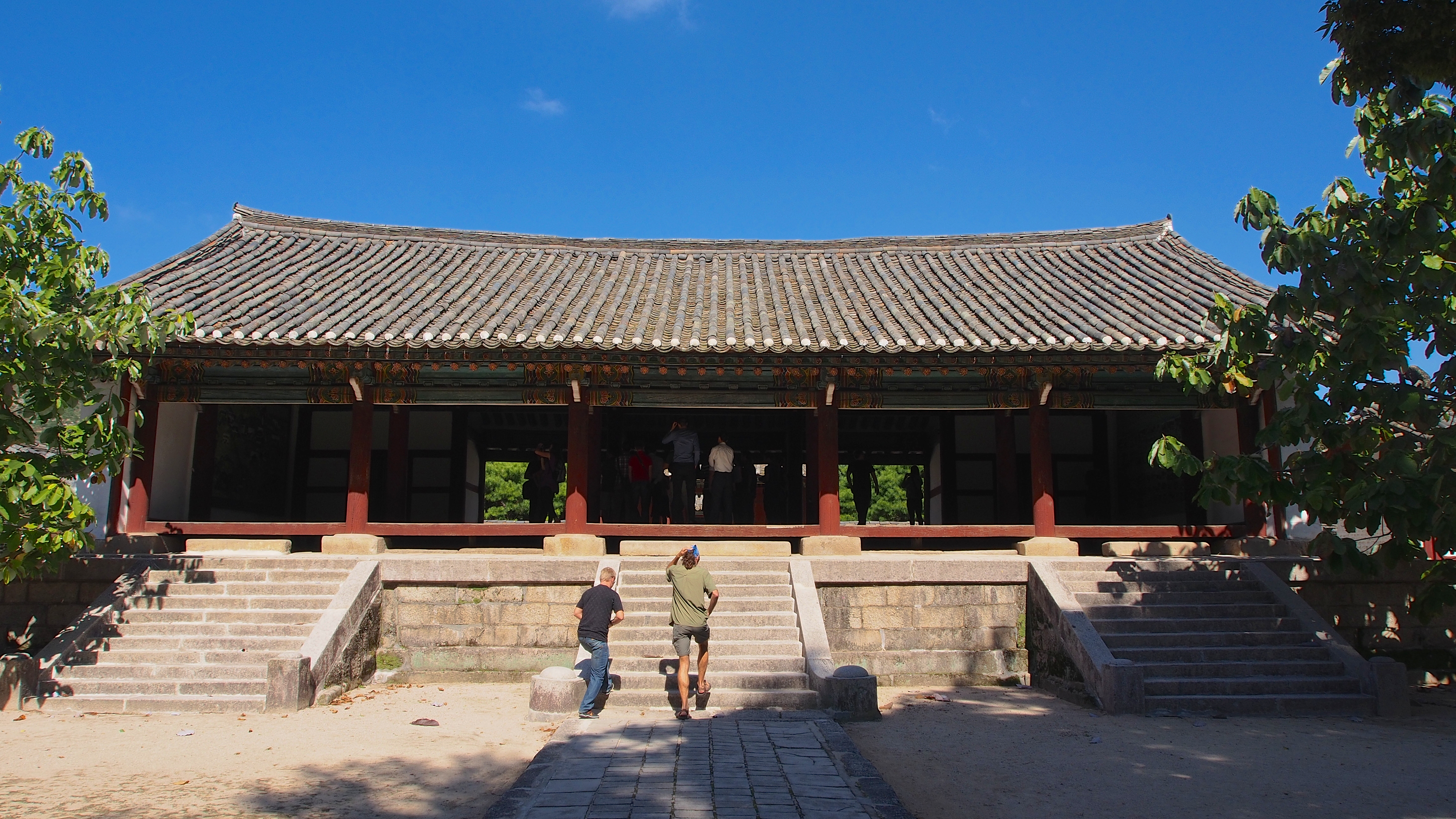
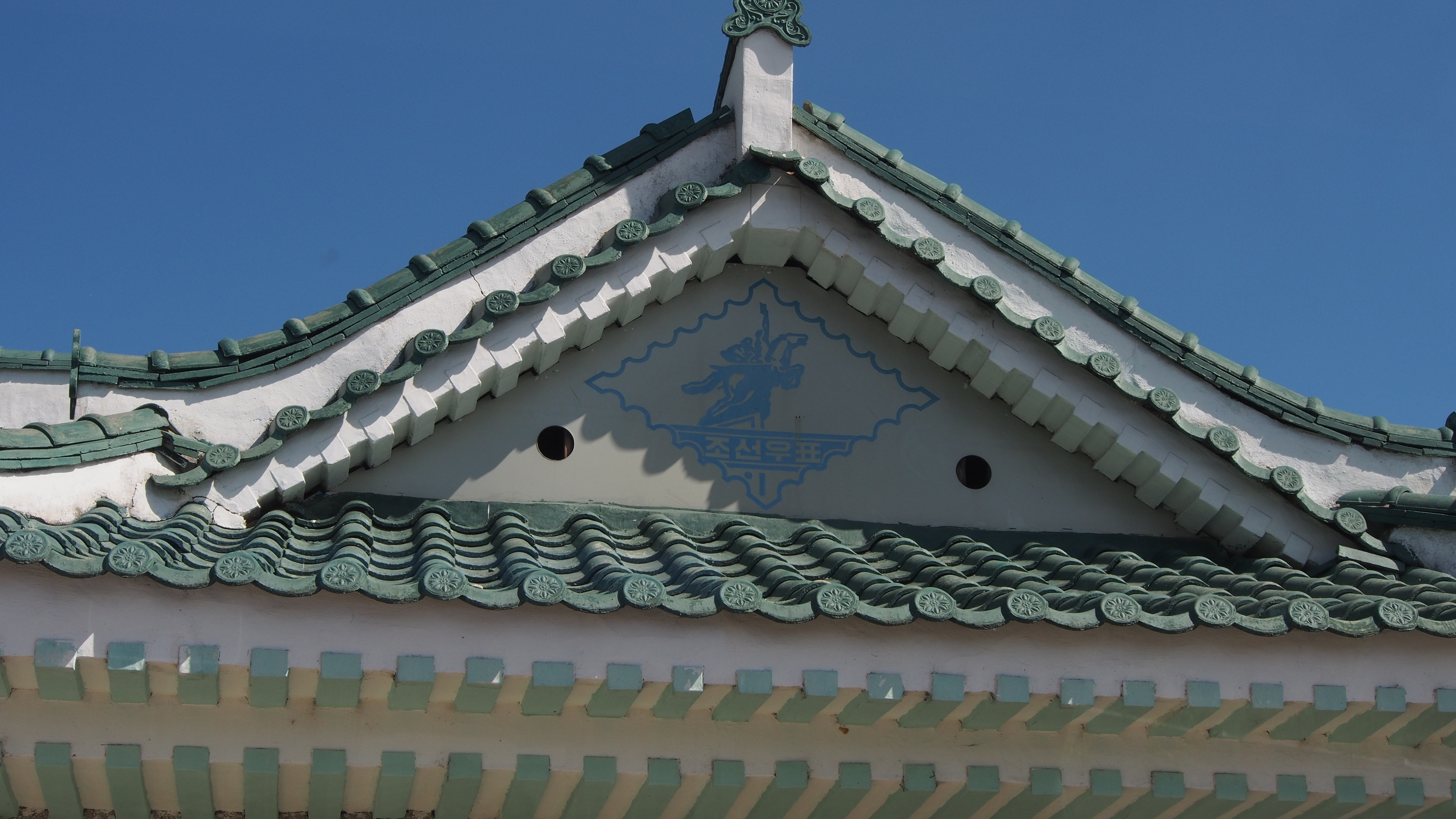
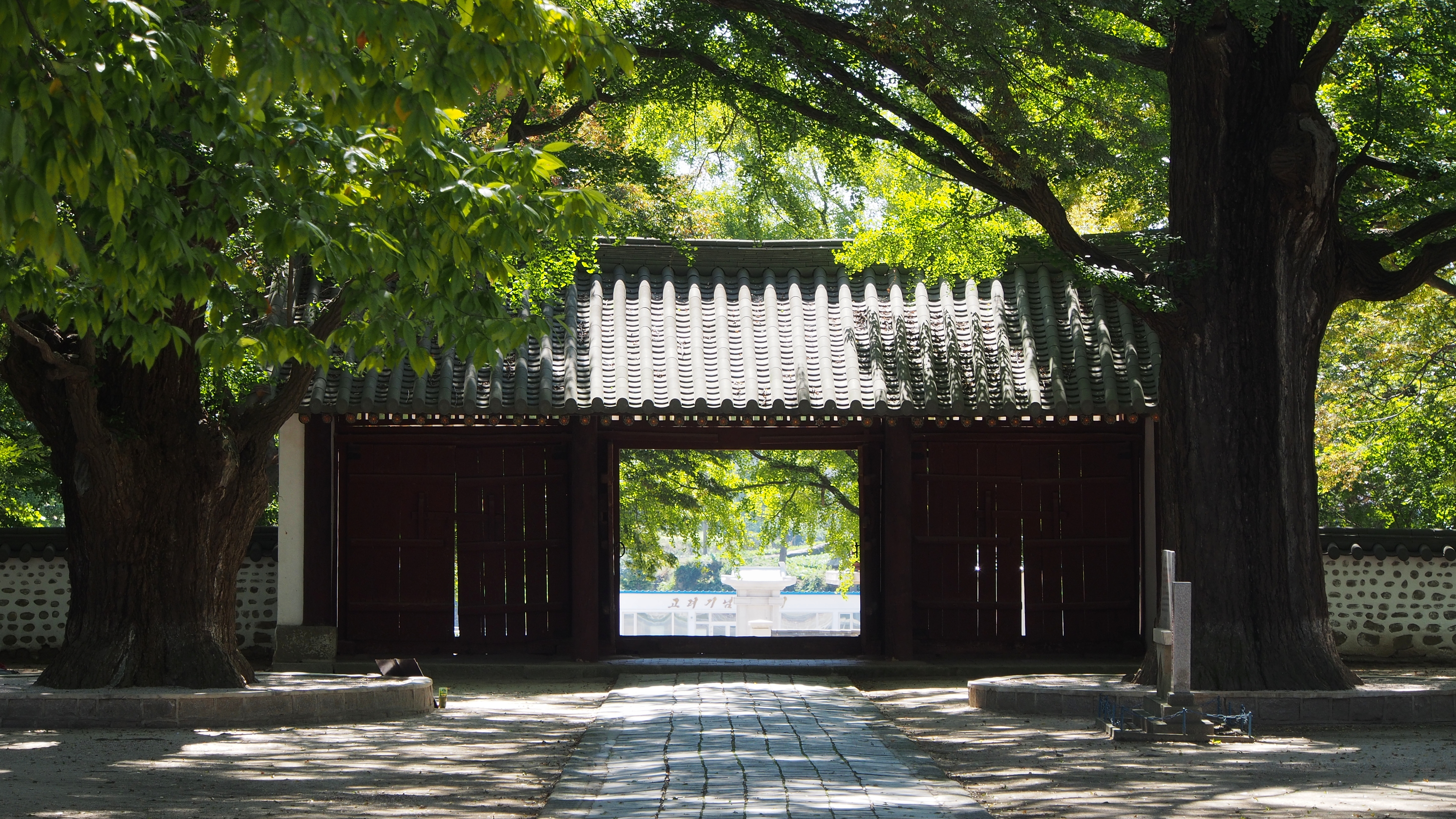
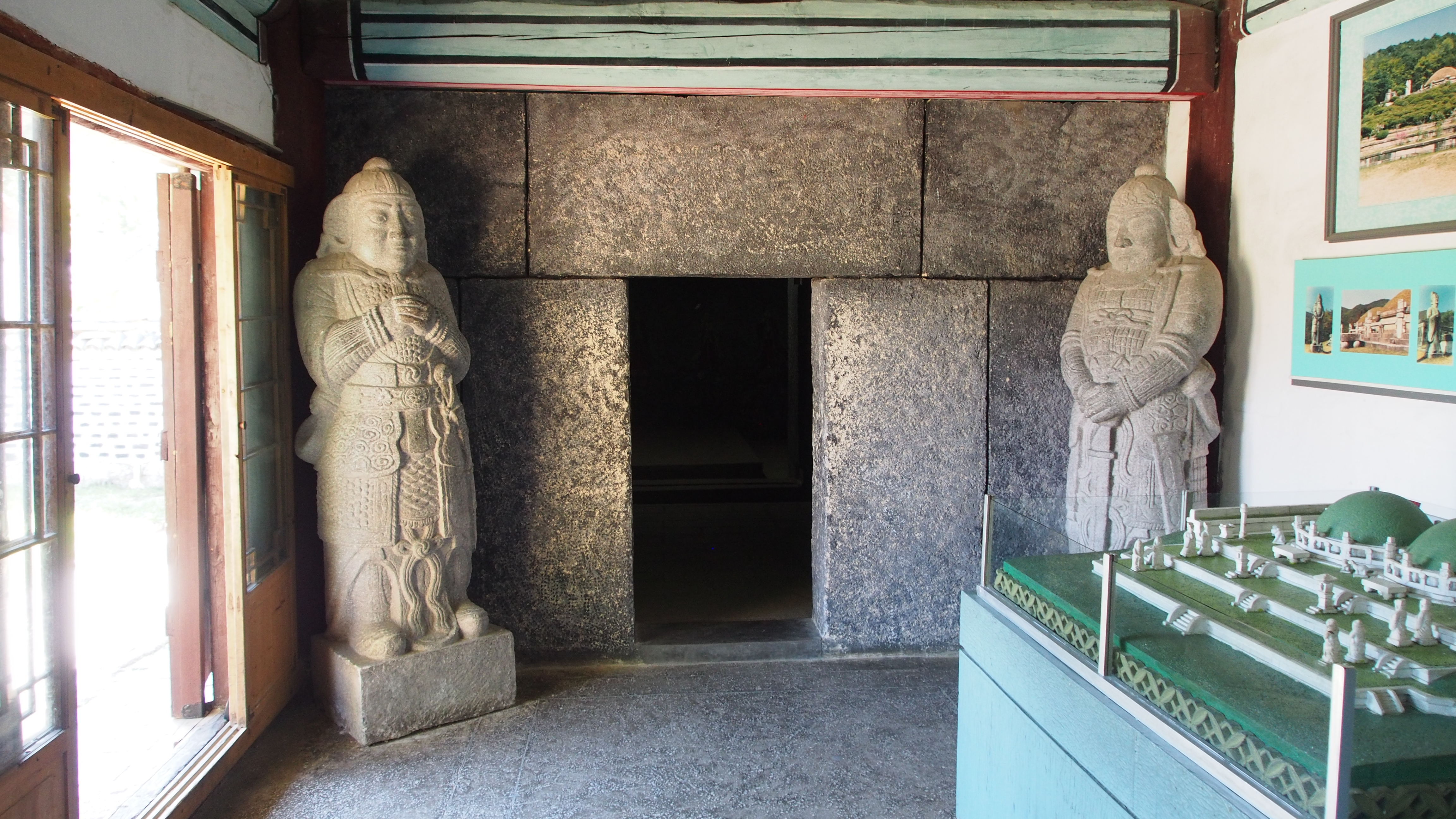
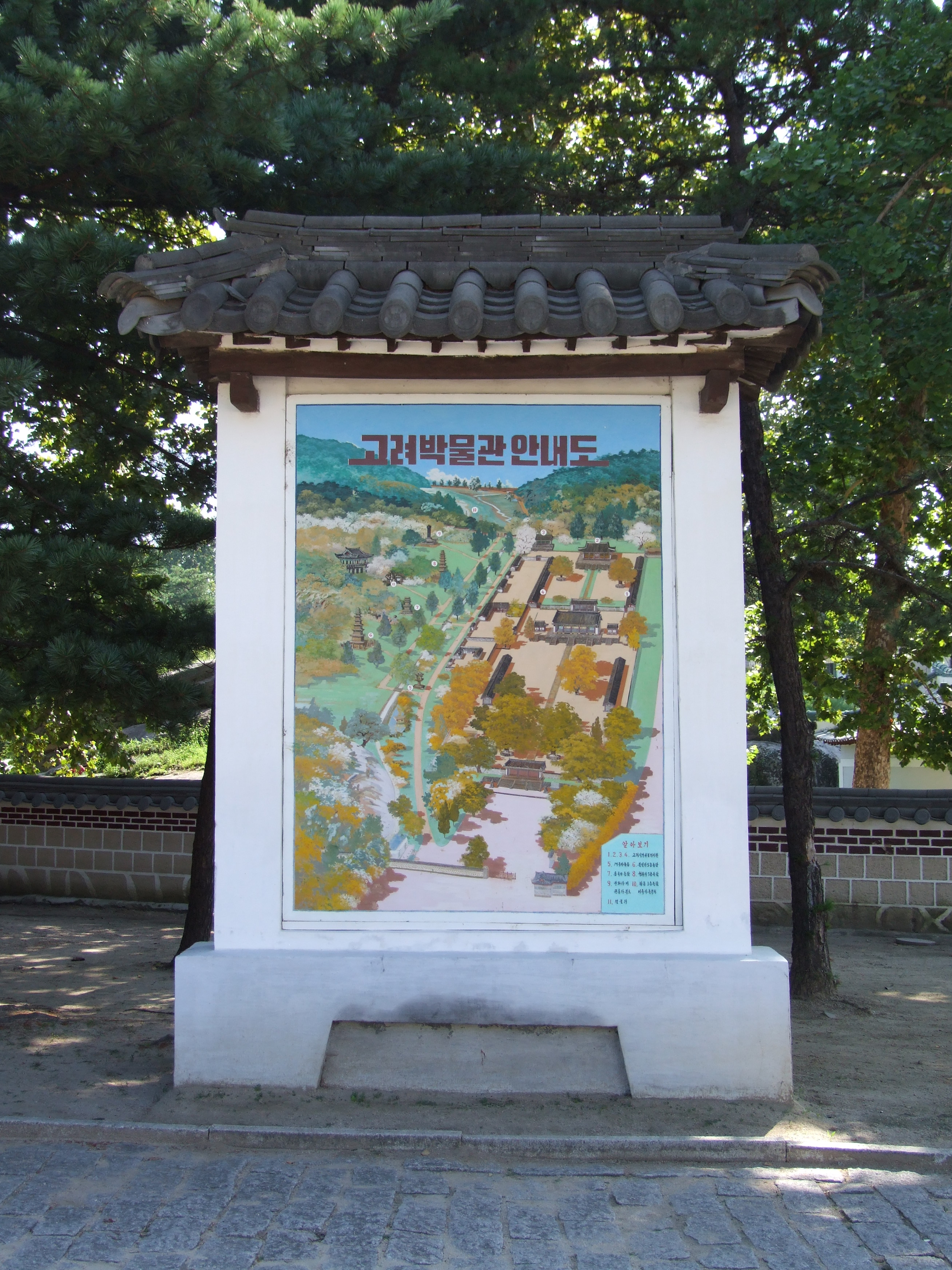
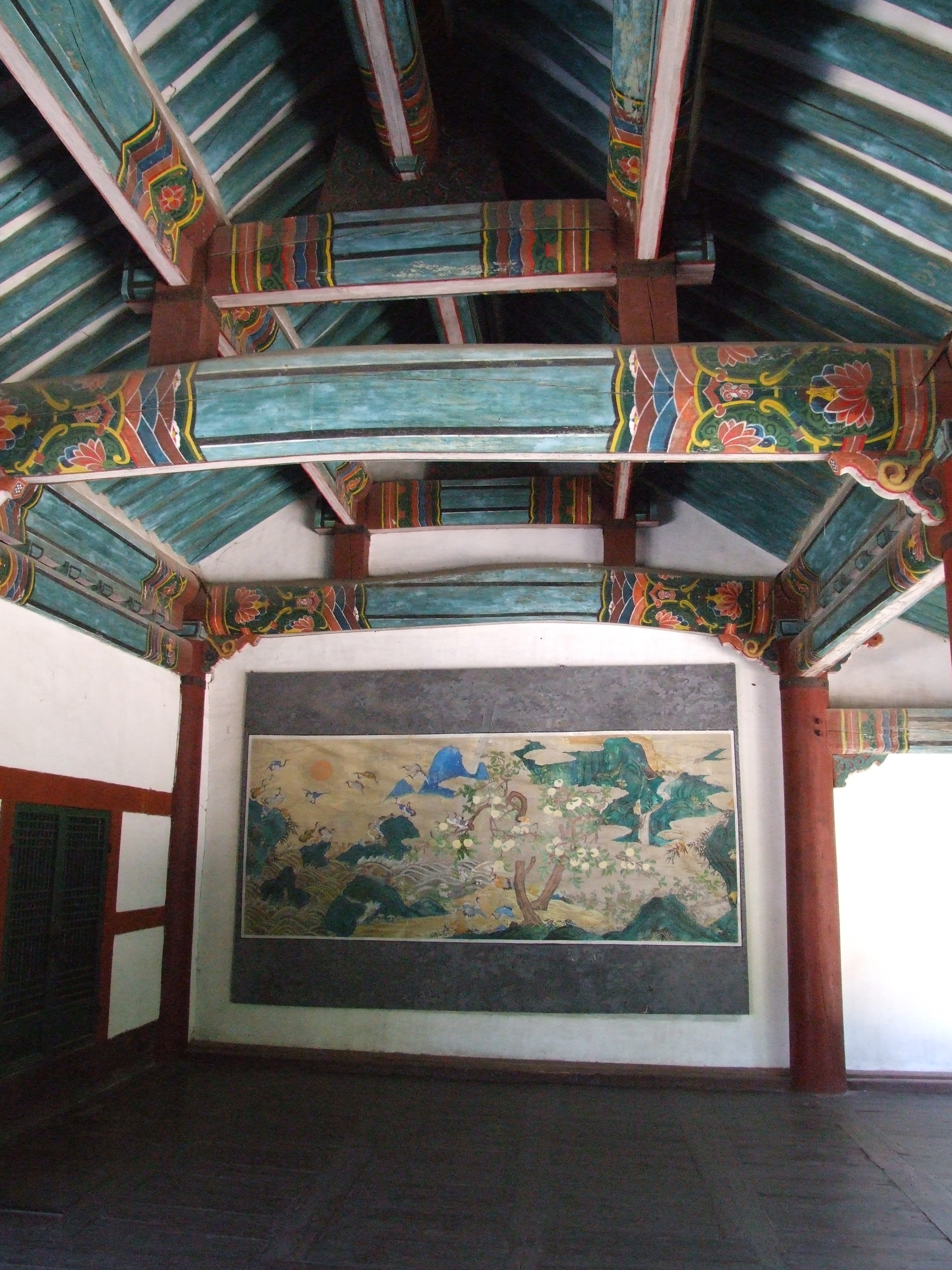
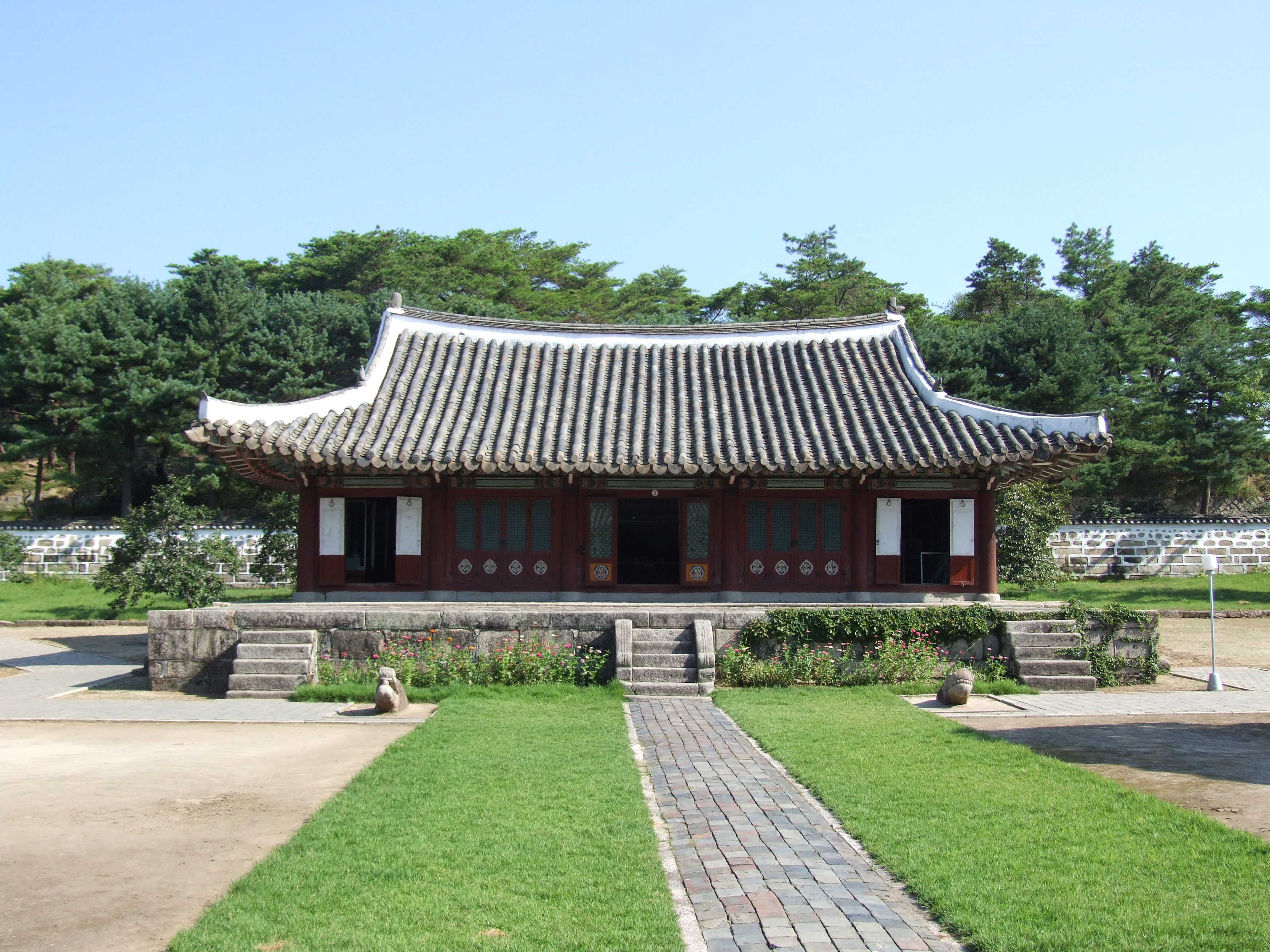
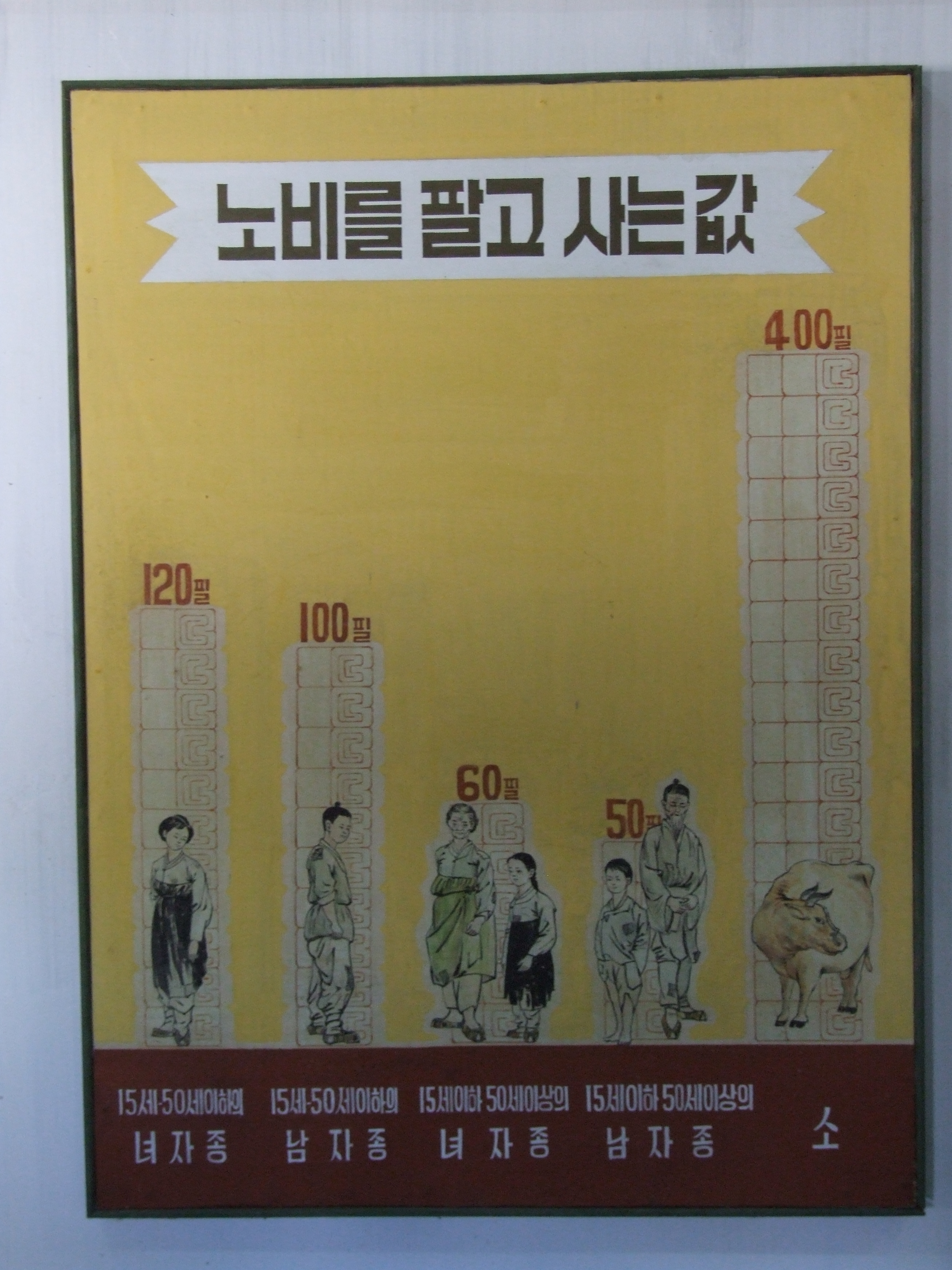